# Sin, Sorrow and Sadness

## Lista utworów
1. "A Reflection of Anguish on a Face So Innocent" – 5:13
2. "Trapped Inside the Cage of My Soul" – 3:49
3. "A Lie Will Always Defeat the Truth" – 3:12
4. "IV" – 2:40

## Twórcy
- Benjamin Perri – wokal
- Francis Mark – perkusja, wokal
- Brian Deneeve – gitara
- Scott Gross – gitara
- Mike Pilato – bass